# Pionierskaja (stacja szybkiego tramwaju)
Pionierskaja – stacja linii ST1 i ST2 szybkiego tramwaju w Wołgogradzie, w Rosji. Położona jest między stacjami Komsomolskaja i Płoszczad´ Czekistow, na estakadzie nad rzeką Carycą. Pod stacją Pionierskaja znajduje się przystanek kolejki parkowej Małaja Priwołżskaja żeleznaja doroga.

## Historia
Stacja została uruchomiona 5 listopada 1984 r. w ramach pierwszego etapu budowy linii szybkiego tramwaju.

## Konstrukcja
Na stacji znajdują się dwa perony rozdzielone dwutorową trasą tramwajową. Perony położone są przy wjeździe na estakadę, za skrzyżowaniem prospektu Lenina z ulicą Krasnoznamienską. Obszar stacji zadaszony jest halą o spadzistym dachu i przeszkolonych bocznych ścianach. Posadzka jest wykończona granitem ułożonym w geometryczne wzory.

## Galeria

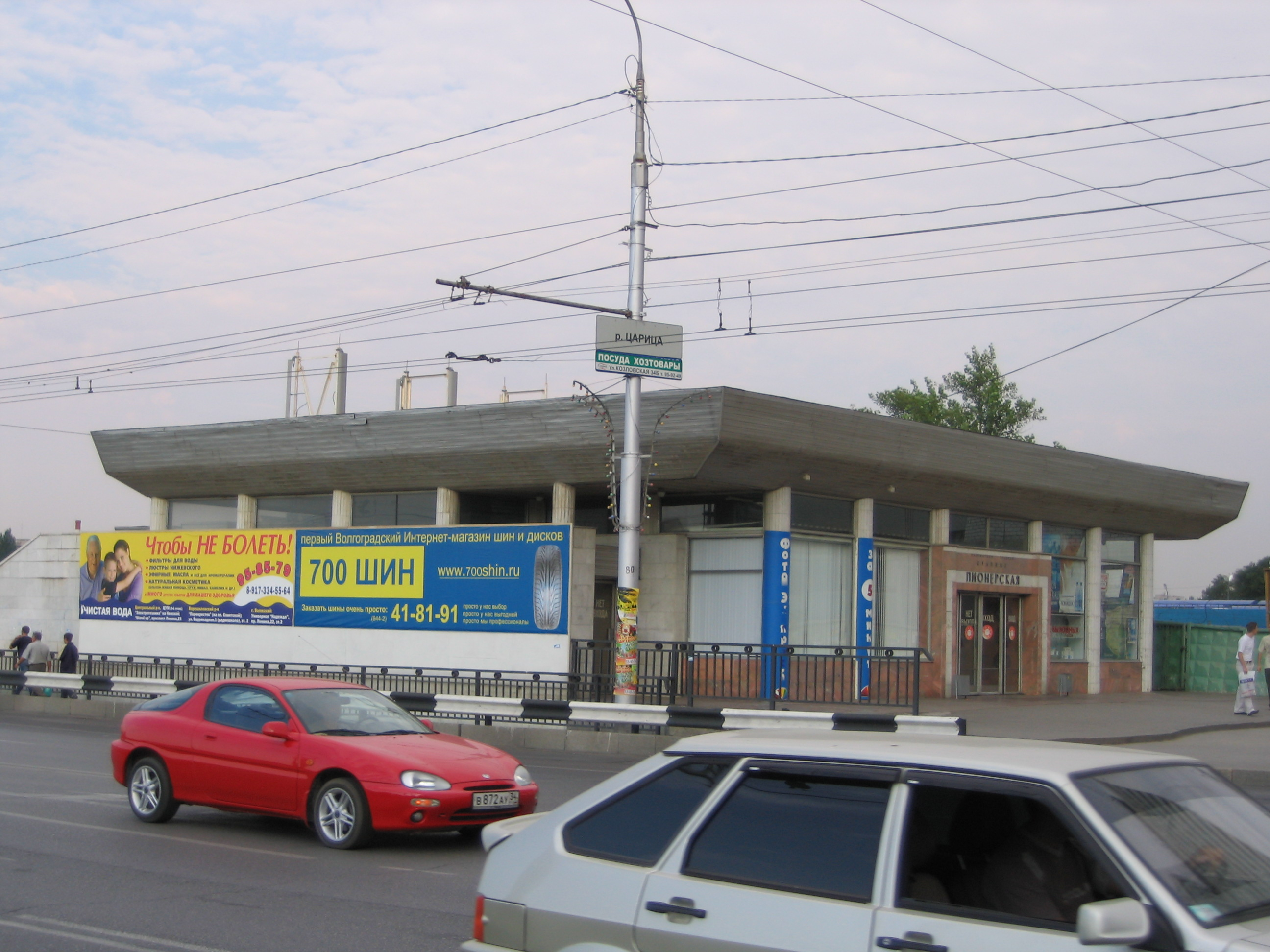
Wejście do stacji Pionierskaja
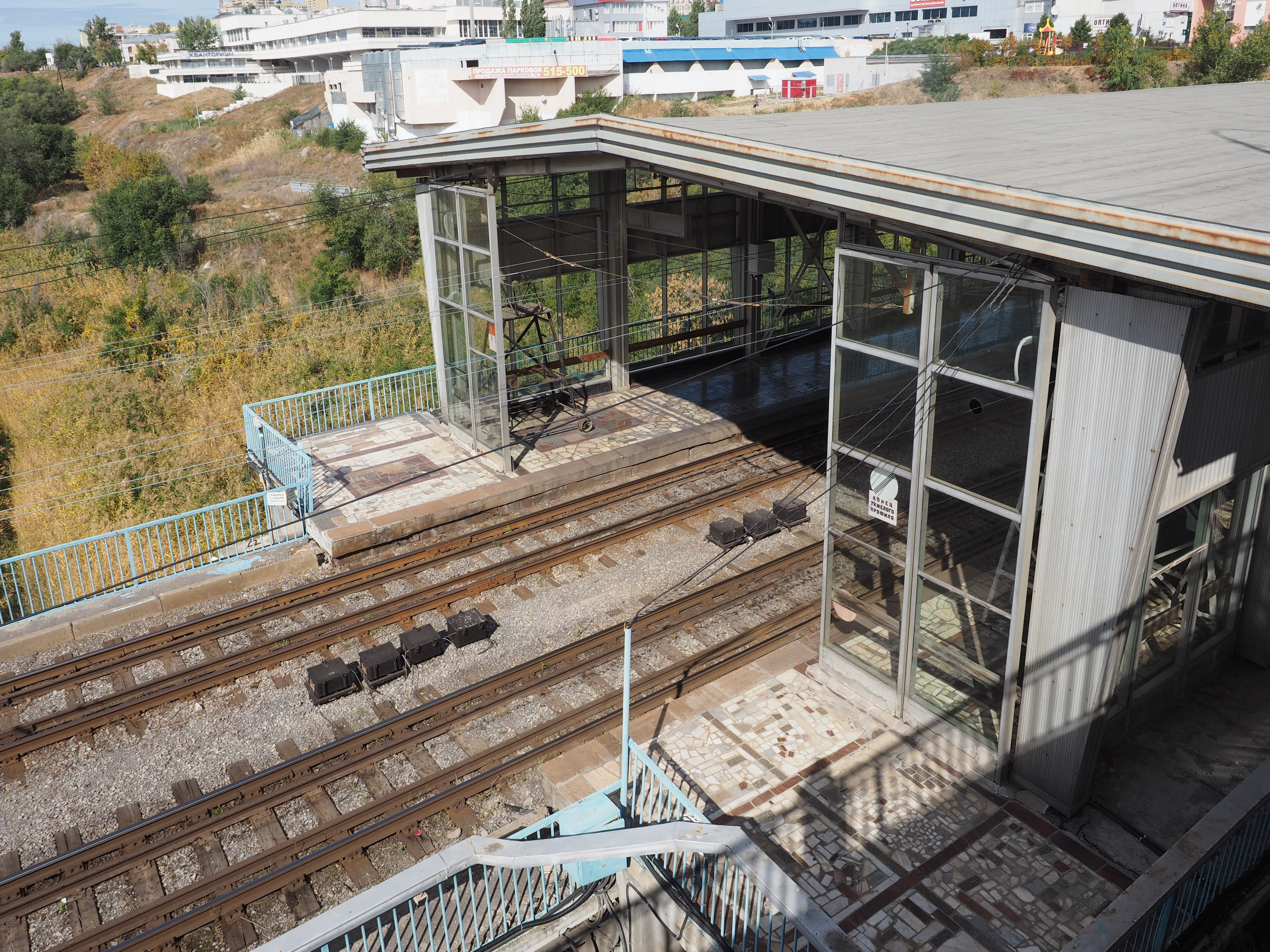
Fragment zadaszenia stacji
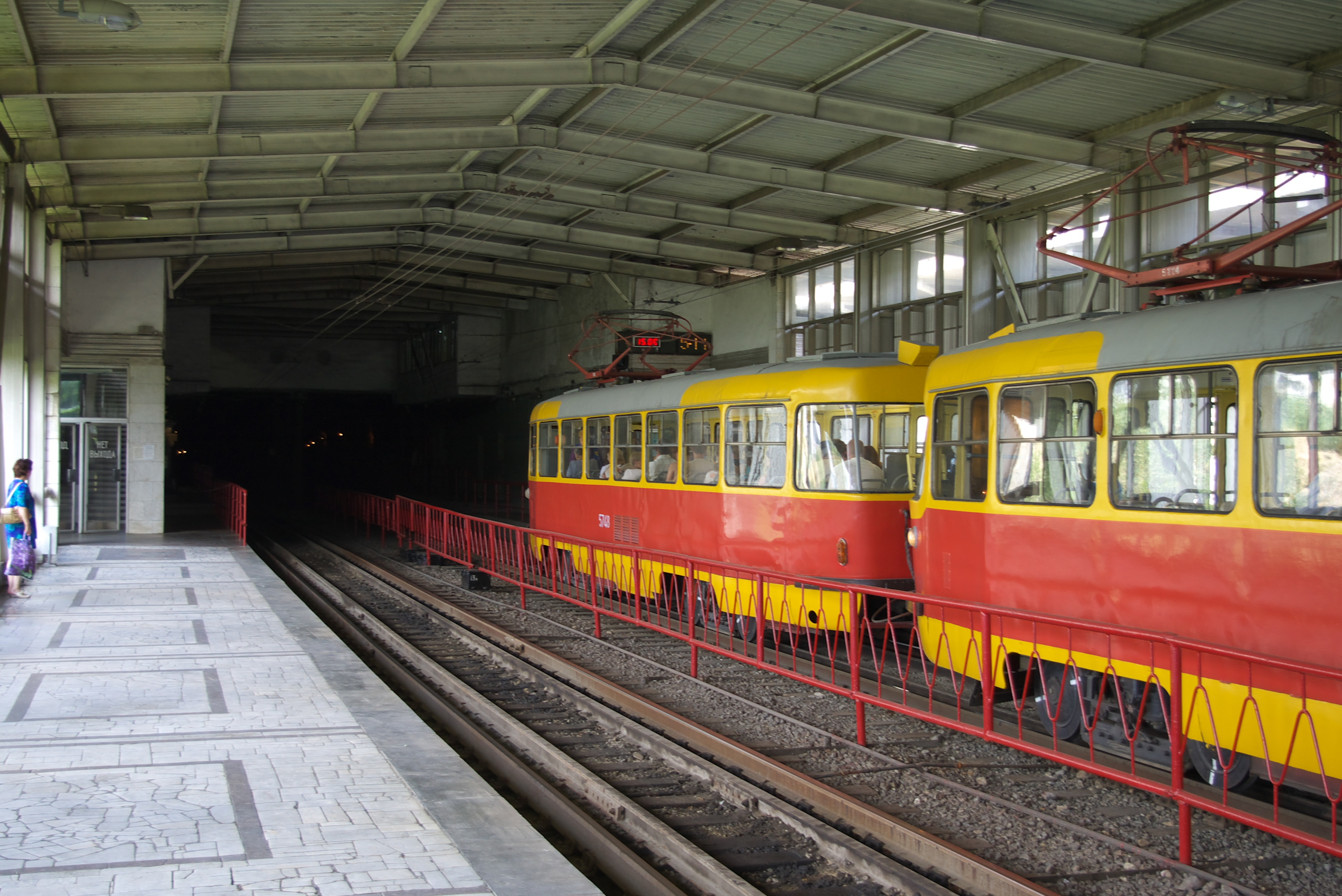
Skład Tatr T3SU odjeżdża w kierunku stacji Komsomolskaja

## Płoszczad´ Czekistow
Płoszczad´ Czekistow – stacja końcowa linii ST1 szybkiego tramwaju w Wołgogradzie, oddalona o 200 metrów od poprzedniej stacji „Pionierskaja”. Składa się z dwutorowej pętli tramwajowej i jednego peronu. Zbudowana została jako tymczasowa.

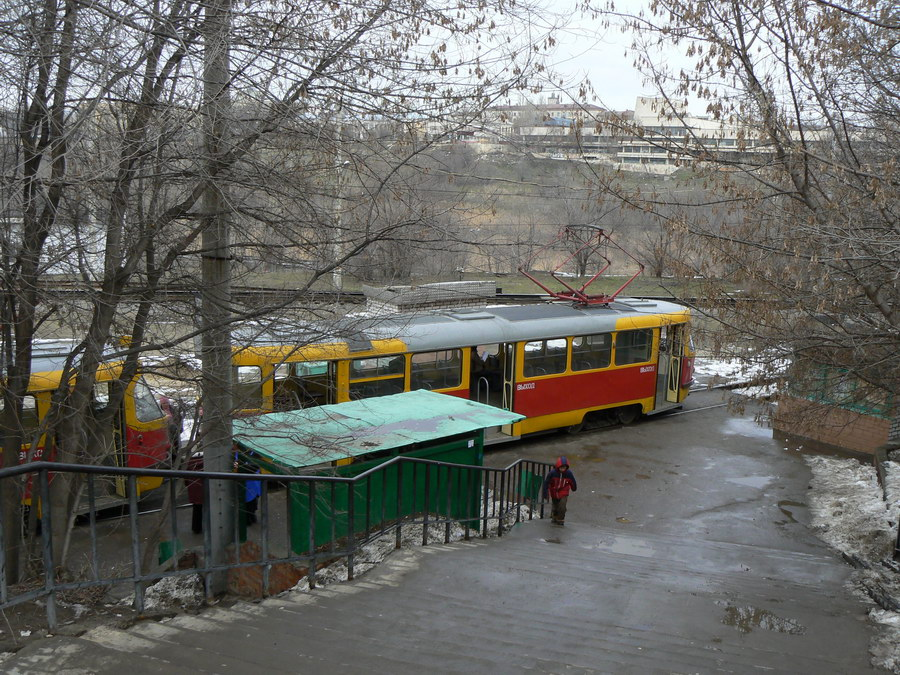
Stacja Płoszczad´ Czekistow
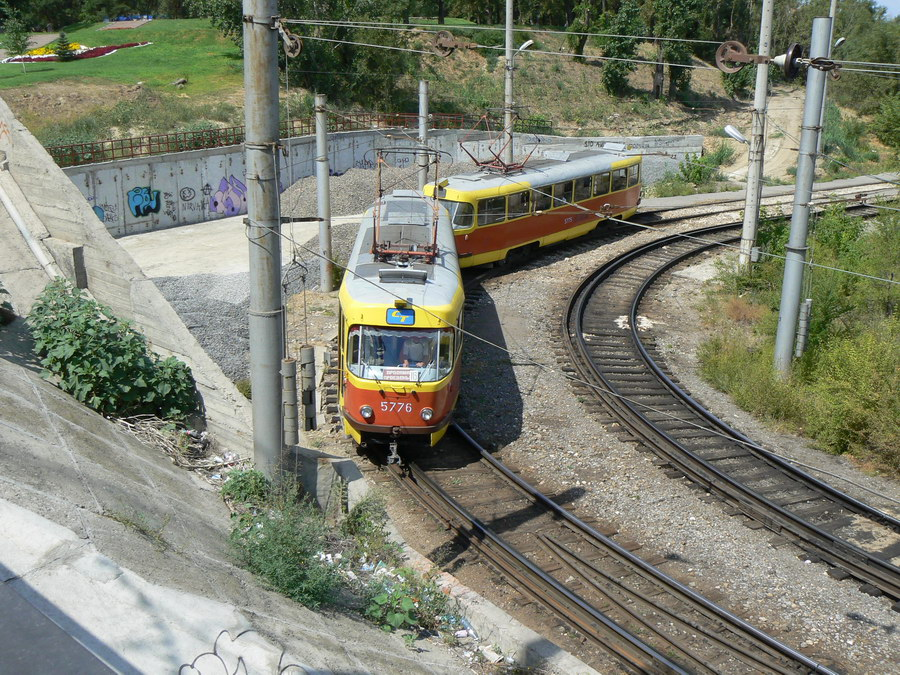
Skład Tatr T3SU zawraca na pętli na placu Czekistów
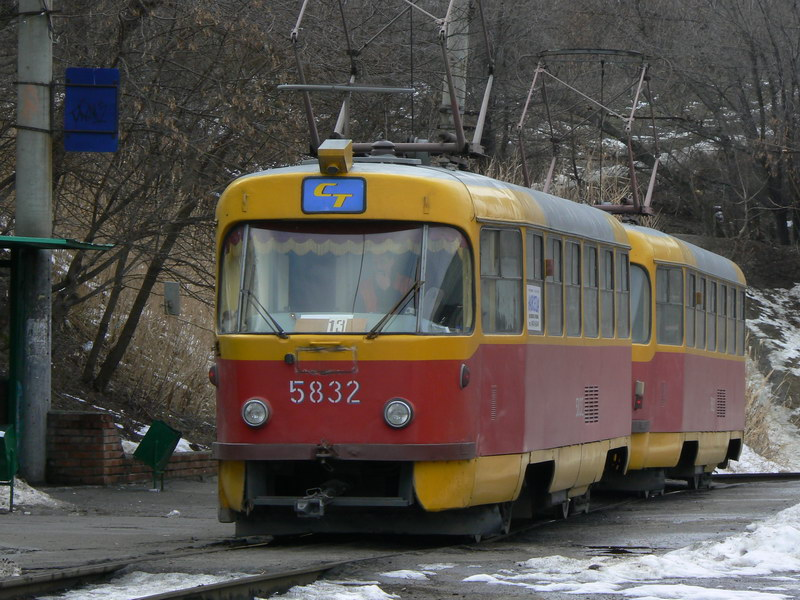
Postój Tatr T3SU na stacji Płoszczad´ Czekistow